# Districtul Phan Thong
Phan Thong (în thailandeză พานทอง) este un district (Amphoe) din provincia Chonburi, Thailanda, cu o populație de 44.859 de locuitori și o suprafață de 173,0 km².